# Orthosia flavilinea
Orthosia flavilinea là một loài bướm đêm trong họ Noctuidae.